# 교토 대학 기초 물리학 연구소

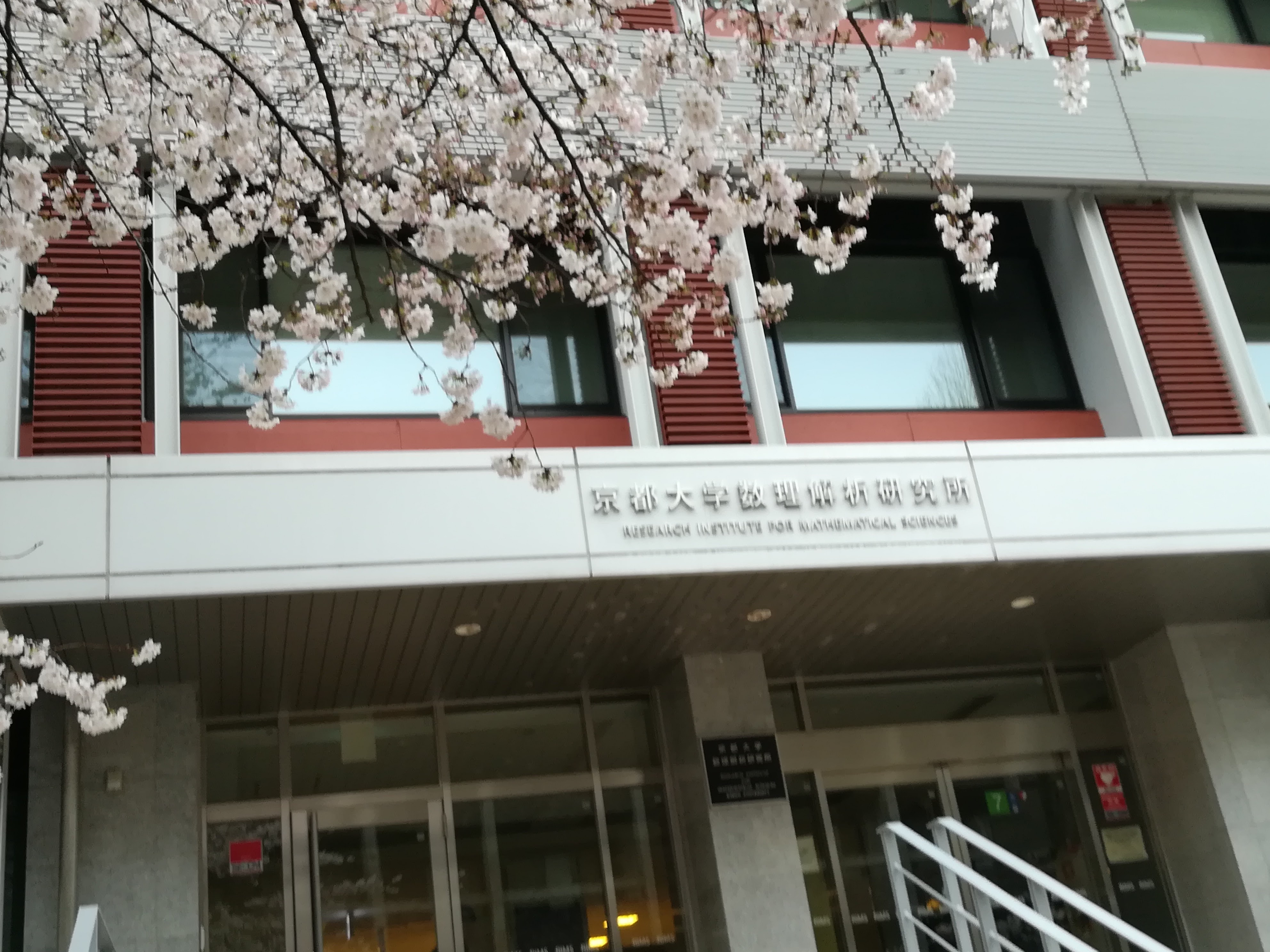

교토 대학 기초 물리학 연구소(基礎物理学研究所, Yukawa Institute for Theoretical Physics, YITP) 혹은 유카와 이론물리 연구소는 일본 교토 대학의 이론물리학 연구소이다. 물리학자 유카와 히데키를 기념하여 '유카와 홀'이라는 이름으로 1952년에 처음 설립되었다.

## 역사
1949년 중간자 이론으로 일본 최초의 노벨상을 수상한 유카와 히데키를 기념하기 위하여 교토 대학에서 일본 정부의 지원으로 국제 공동 연구소를 설립하는 계획을 세웠다. 이에 1952년에 '유카와 홀'이 개관하였으며 이듬해 유카와 히데키 자신이 소장으로 취임하여 '기초 물리학 연구소'가 되었다. 1990년에는 1944년에 히로시마 대학에서 설립하여 다케하라에서 운영되던 이론 물리학 연구소를 흡수 통합하였으며 1995년에 교토 대학 내의 새로운 건물로 옮겨 오늘날에 이른다.

## 연구 활동
입자 물리학, 핵물리학, 천체 물리학, 통계 물리학, 응집 물질 물리학, 생물 물리학 등의 다양한 분야에 걸쳐 연구를 수행하고 있으며 매년 많은 수의 국제 학회를 개최하고 있다.

## 같이 보기
- 교토 대학
- 유카와 히데키